# Église Saint-Géry de Bruxelles
Pour les articles homonymes, voir Église Saint-Géry.
L'ancienne église Saint-Géry (en néerlandais : Sint-Gorikskerk) était un édifice religieux catholique de style gothique brabançon sis au cœur de la ville de Bruxelles dont elle est liée à la fondation. Une ancienne chapelle castrale du Xe siècle sur une île de la Senne est remplacée par une église achevée en 1584. L'édifice est démoli durant la période française (1798-1801). Elle était dédiée à saint Géry, évêque de Cambrai.

## Légendes
Selon une ancienne tradition invérifiable, ce serait saint Géry, évêque de Cambrai, qui y aurait bâti une chapelle vers l’an 580 sur la grande île de la Senne.
L'église est certainement liée à la fondation de Bruxelles. Une chapelle castrale aurait été fondée par Charles de Basse-Lotharingie sur la grande île de la Senne. Vers 985, le même monarque aurait transféré les reliques de Sainte Gudule de l'abbaye de Moorsel, après quoi son gendre Lambert de Louvain a construit la chapelle sur un pied plus grand vers 1010. Son fils Lambert II a retiré le corps de Gudule de Saint-Géry en 1047 au profit d'une collégiale nouvellement fondée. Toutes ces informations proviennent d'une seule source, la vie sainte de Gudule, écrite par des chanoines engagés dans un conflit de juridiction avec le clergé de Saint-Géry et qui n'auraient pas hésité à altérer les faits en leur faveur.  Des recherches archéologiques n'ont trouvé aucune trace d'un château ou d'une chapelle. Il est certain que l'église Saint-Géry a un âge vénérable.

## Histoire

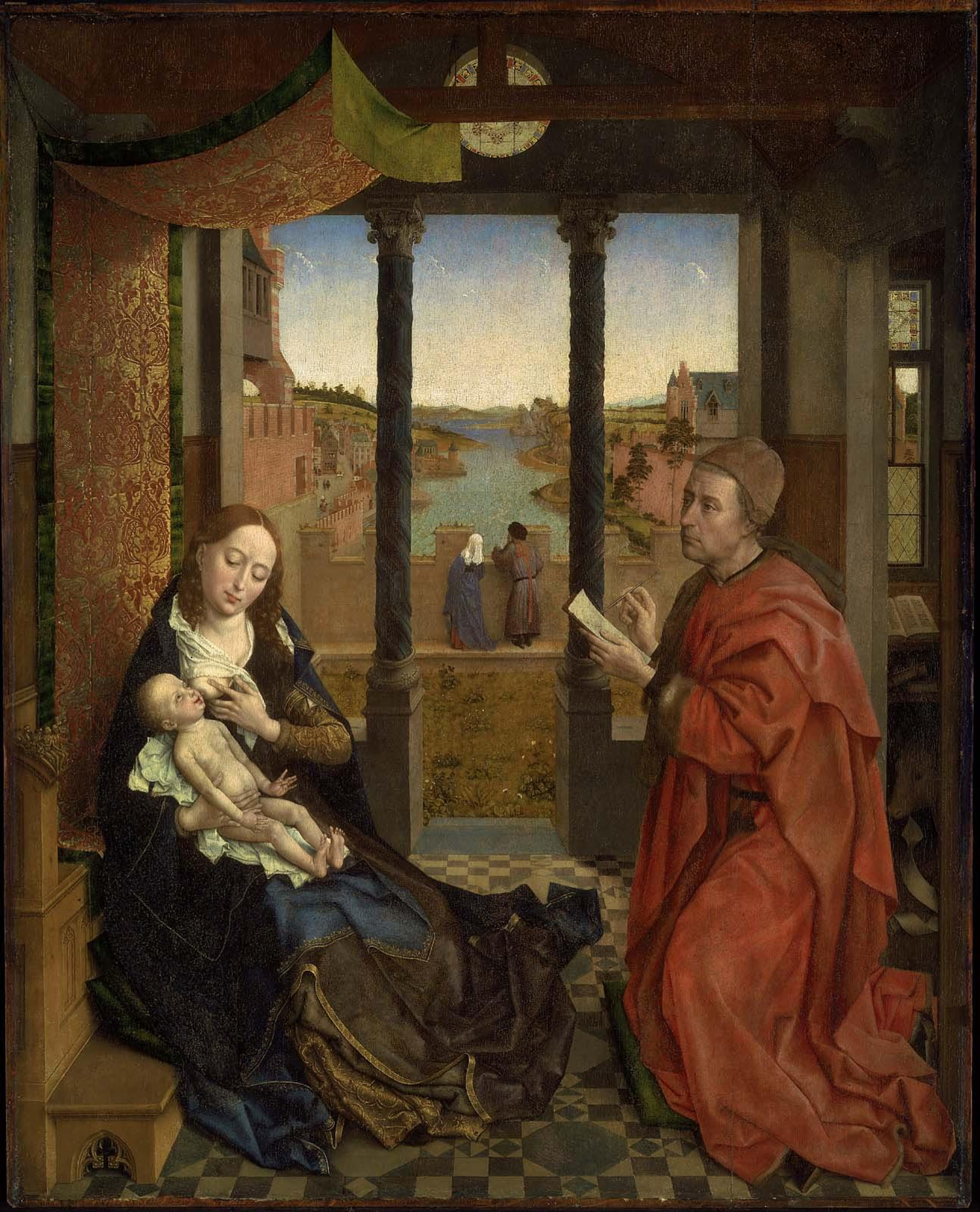
Saint Luc dessinant la Vierge (vers 1435-40). Ce tableau, maintenant au Musée des Beaux-Arts de Boston, était probablement destinée à l'église Saint-Géry.

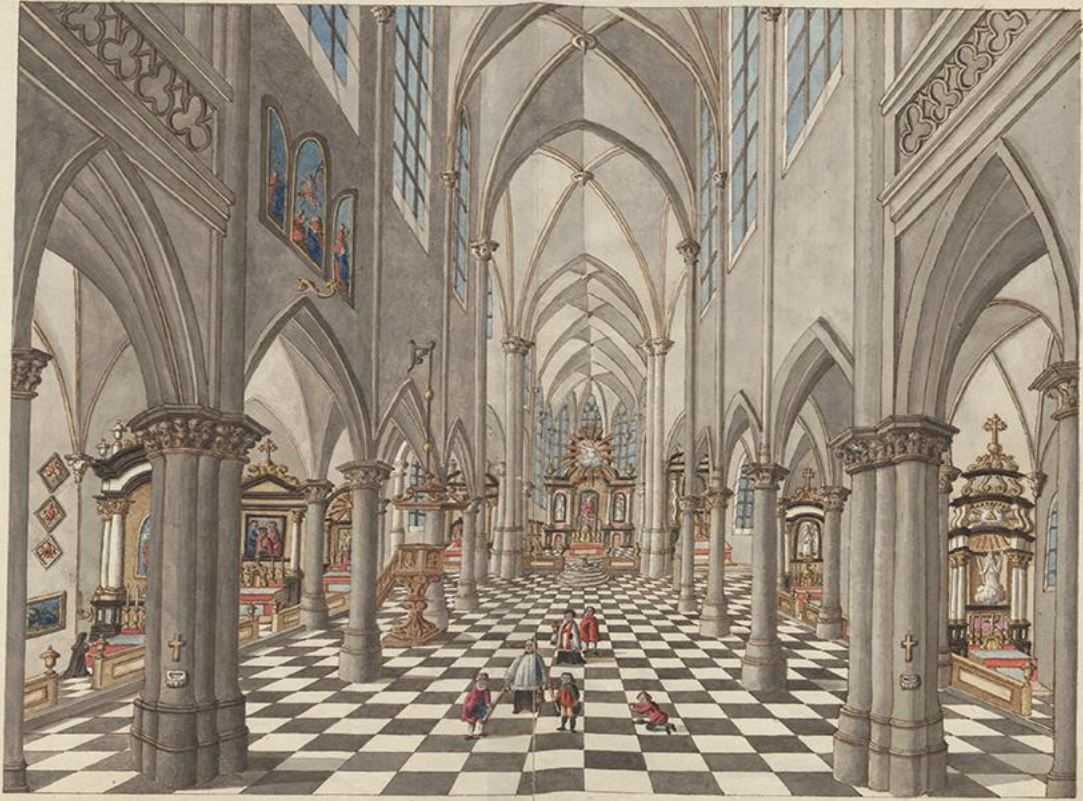
Intérieur de l’église Saint-Géry.

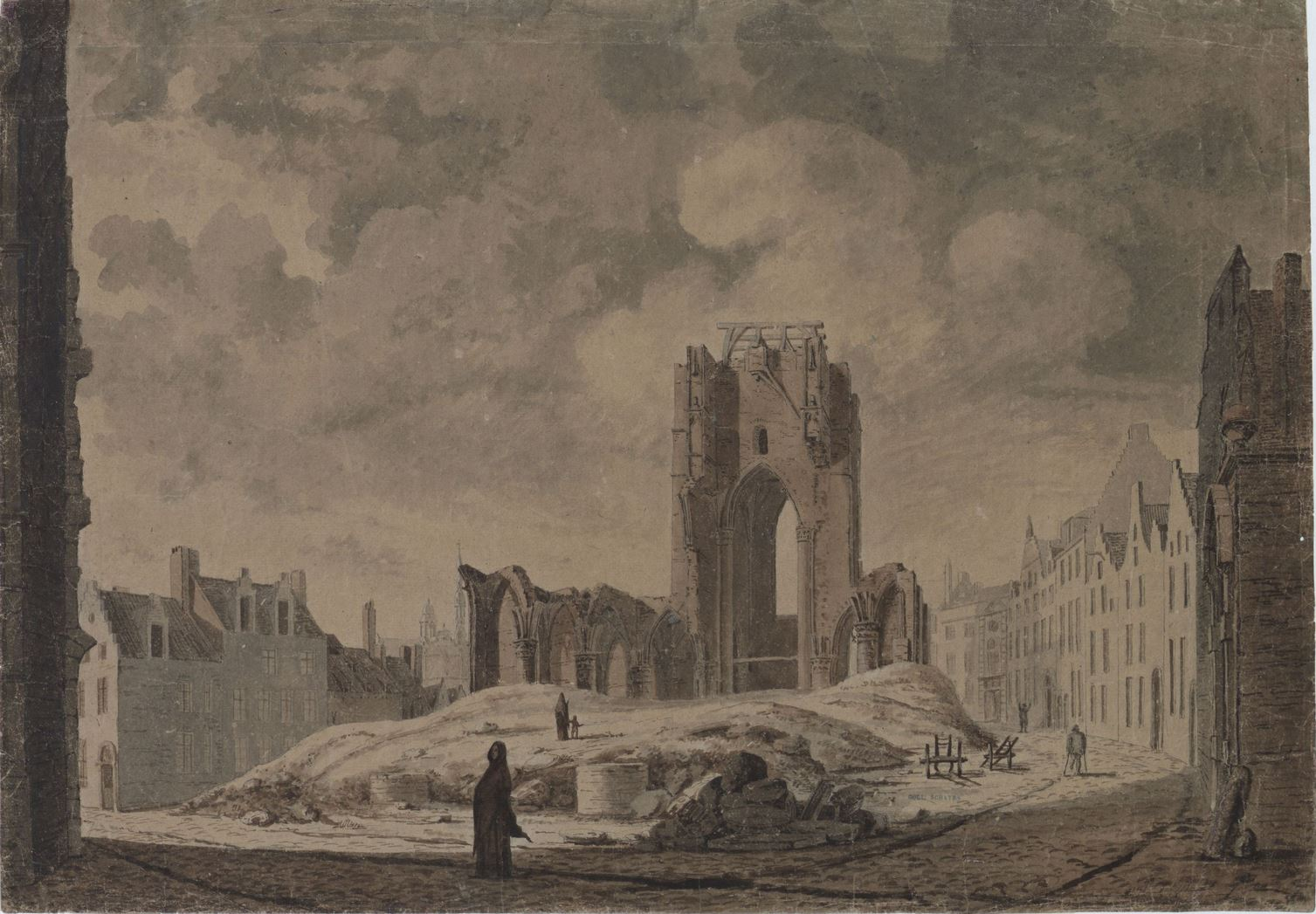
Travaux de démolition en 1799 ; gravure de Paul Vitzthumb.

En 1174, le conflit entre le clergé de Saint-Géry et le chapitre de Saint Gudule prit fin, grâce à l'intervention du pape Alexandre III. L'église Saint-Géry devint alors une église secondaire qui, en dehors de l'eucharistie, n'était pas autorisée à administrer les sacrements (avec toutes les pertes financières impliquées). Pendant des siècles, cette question a continué à créer des tensions, jusqu'à ce qu'une initiative conjointe de la ville et de la cour en 1520 incite le pape Léon X à établir une paroisse indépendante de Saint-Géry avec ses propres fonts baptismaux et son cimetière. Immédiatement, la petite maison de prière abritée fut reconstruite en gothique brabançon. La nouvelle église reçu une grande tour ouest (1536) et fut allongée du côté du chœur. Pour ne pas avoir à la couper en deux, l'actuelle rue Borgval (en néerlandais : Borgwal) passe en tunnel sous le sanctuaire. La construction en est achevée vers 1564. 
L'église était importante dans la vie urbaine : de nombreuses associations et confréries y étaient attachées, dont la guilde des peintres bruxellois. Rogier van der Weyden réalise Saint Luc dessinant la Vierge pour sa chapelle, mais le tableau ira finalement dans l'église Saint-Michel (chapelle Sainte-Catherine). Cependant, l'église Saint-Géry avait des œuvres de Michiel Coxie, Bernard van Orley, Gaspar de Crayer, Wenzel Cobergher et Theodoor van Loon. Le maître-autel de Paul Vredeman de Vries portait une Cène que Joos van Winghe avait peinte avant son départ, selon Van Mander, t'beste dat in Nederlandt van hem te sien is, c'est-à-dire, en néerlandais de l'époque, le plus beau tableau de lui à voir aux Pays-Bas. La Guilde des archers de Saint-Antoine et Saint-Sébastien (1422) était représentée à Saint-Géry. La Confrérie des Sept-Douleurs avait son siège dans l'église à partir de 1499 et y tenait une procession annuelle. La chambre de rhétorique De Lelie y avait également une chapelle, qui fut reprise en 1507 par 't Mariacranske . Au 17e siècle, la Confrérie de Saint Dorothée fut créée, dans laquelle les jardiniers et les amoureux des fleurs se réunissaient. 
Le bombardement de 1695 a largement épargné l'église, à l'exception d'une chapelle. Après l'effondrement du beffroi en 1714, les cloches de la ville sont suspendues dans la tour-clocher de Saint-Géry. À la fin du siècle, des plans de démolition circulent car l'église obstrue la circulation (1786). Elle reste debout mais ce n'est que le début de la tourmente. 
En 1796, ses prêtres Pletinckx et Arnaerts refusèrent de prêter le serment constitutionnel. Le tribunal de Bruxelles a fait appel en appel du fait que le serment n'était pas requis dans les départements belges, mais ce n'avait que peu d'importance: en novembre de la même année, l'église Saint-Géry est fermée au culte et deux ans plus tard, elle est vendue comme bien national. L'acheteur serait un Turc du nom d'Amor. Les trésors de l'église sont alors partagés entre l'Église Notre-Dame aux Riches Claires voisine et l'Église Notre-Dame de Bon Secours. Après sa démolition, la place Saint-Géry est devenue un espace ouvert, jusqu'à la construction des Halles Saint-Géry en 1881.

## Traditions
En rappel à la légende de saint Géry qui chassa le dragon de Bruxelles, les chanoines de l'église portaient un dragon lors de leurs processions et ils en ont toujours eu un sur leurs blasons.

## Tombes
- Bernard Van Orley (1541)
- Pieter Coecke van Aelst (1550)
- Jan Cornelisz Vermeyen (1559)
- Hendrick de Clerck (1630)
- Jean Cosyn[6] (1708), après la destruction de l'église Saint-Géry, sa pierre tombale, dont l'inscription est devenue illisible, fut déposée en la cathédrale Saints-Michel-et-Gudule de Bruxelles, où elle est toujours visible[7], cette dalle funéraire est ornée du chiffre IC (Ioannes Cosyn) entouré des outils du maçon : équerre, compas, truelle, pige et niveau.
- Joseph van den Leene (1742)
- La tombe de Lambert van der Meulen, époux d'Élisabeth Cosyns, doyen[8] de la corporation des marchands de poissons d'eau douce en 1696, 1698, 1700, et de sa famille, était située près de l'autel du Saint-Nom de Jésus[9] et portait l'épitaphe suivante :

D.O.M.
MONUMENTUM FAMILIAE LAMBERTI VANDER MEU
LEN HUJUS ECCLESIAE AEDITUI ET ELI
SABETH COSYNS 2dae UXORIS CONJUGUM AC POSTERORUM
OBIIT ILLA I 8bris 1739 ILLE VERO 18 8bris 1736
R.I.P.

## Source
- (nl) Cet article est partiellement ou en totalité issu de l’article de Wikipédia en néerlandais intitulé « Sint-Gorikskerk (Brussel) » (voir la liste des auteurs).